# Часовник (съзвездие)
Часовник е южно съзвездие, въведено през 18 век. Първоначално е наречено Horologium Oscillitorium, „часовник с махало“ на латински език, в чест на Кристиян Хюйгенс, но по-късно името бива съкратено.